# Summarfestivalur
Der Summarfestivalur (dt. Sommerfestival) ist ein seit 2004 jährlich stattfindendes Open-Air-Musikfestival in Klaksvík auf den Färöern. Initiator und Organisator ist der Musiker Steintór Rasmussen.
Das Sommerfestival ist neben dem G! Festival das größte Musikfestival der Färöer.
2006 spielten u. a. Maggie Reilly (GB), Roger Hodgson (GB), Sarah Brendel (D), Lena Anderssen (FO) und Høgni Lisberg (FO). Maggie Reilly hatte eine Welturaufführung der Lieder ihres neuen Albums, das erst im September in Europa erschien.
Bekanntester Name für 2007 waren die Scorpions. Es war mit 10.000 Zuschauern das größte Konzert in der Geschichte der Färöer. Weitere internationale Namen 2007 waren Kim Wilde (GB), Bryan Rice (DK), Banaroo (D), Amy Diamond (SE).
Bekanntester Name für 2009 ist Robin Gibb.
In der Vergangenheit spielten hier u. a. Týr (FO), Ken Hensley (GB), Boney M (D), Brian McFadden (IRL) und Shakin’ Stevens (GB).